# Liste der Baudenkmäler in Sand in Taufers
Die Liste der Baudenkmäler in Sand in Taufers (italienisch Campo Tures) enthält die 48 als Baudenkmäler ausgewiesenen Objekte auf dem Gebiet der Gemeinde Sand in Taufers in Südtirol.
Basis ist das im Internet einsehbare offizielle Verzeichnis der Baudenkmäler in Südtirol. Dabei kann es sich beispielsweise um Sakralbauten, Wohnhäuser, Bauernhöfe und Adelsansitze handeln. Die Reihenfolge in dieser Liste orientiert sich an der Bezeichnung, alternativ ist sie auch nach der Adresse oder dem Datum der Unterschutzstellung sortierbar.

## Liste
| Foto |                 | Bezeichnung                                                                            | Standort                                    | Eintragung                   | Beschreibung                                                            | Metadaten                                                                                         |
| ---- | --------------- | -------------------------------------------------------------------------------------- | ------------------------------------------- | ---------------------------- | ----------------------------------------------------------------------- | ------------------------------------------------------------------------------------------------- |
| BW   | Datei hochladen | Alte Schule in Ahornach ID: 50632                                                      | 46° 55′ 33″ N, 11° 58′ 39″ O                | 26. Okt. 2021 (BLR-LAB 916)  | Schulgebäude aus dem späten 19. Jahrhundert                             | KG: Ahornach                                                                                      |
| BW   | Datei hochladen | Aschbach mit Kornkasten und Backofen ID: 16910                                         | 46° 55′ 50″ N, 11° 56′ 38″ O                | 12. Mai 1986 (BLR-LAB 2367)  | Ländliches Wohnhaus/Bauernhof                                           | KG: Ahornach Bauparzelle: 155                                                                     |
| ja   | Datei hochladen | Bildstock an der Tauferer Brücke ID: 16945                                             | 46° 55′ 18″ N, 11° 56′ 59″ O                | 12. Mai 1986 (BLR-LAB 2367)  | Bildstock                                                               | KG: Sand in Taufers Bauparzelle: 218                                                              |
| BW   | Datei hochladen | Drassl ID: 16942                                                                       | 46° 55′ 51″ N, 11° 56′ 13″ O                | 12. Mai 1986 (BLR-LAB 2367)  | Ländliches Wohnhaus/Bauernhof                                           | KG: Sand in Taufers Bauparzelle: 175                                                              |
| BW   | Datei hochladen | Garberstöckl (Weisner-) ID: 16944                                                      | 46° 55′ 15″ N, 11° 57′ 4″ O                 | 12. Mai 1986 (BLR-LAB 2367)  | Bildstock                                                               | KG: Sand in Taufers Bauparzelle: 206                                                              |
| BW   | Datei hochladen | Grüner mit Thomaskapelle ID: 16925                                                     | 46° 53′ 34″ N, 11° 54′ 43″ O                | 12. Mai 1986 (BLR-LAB 2367)  | Ländliches Wohnhaus/Bauernhof                                           | KG: Mühlen Bauparzelle: 162 Grundparzelle: 811/1                                                  |
| ja   | Datei hochladen | Heilig-Kreuz-Kapelle ID: 16908                                                         | 46° 55′ 22″ N, 11° 56′ 59″ O                | 12. Mai 1986 (BLR-LAB 2367)  | Kapelle                                                                 | KG: Ahornach Bauparzelle: 150                                                                     |
| BW   | Datei hochladen | Jägerhaus ID: 16933                                                                    | 46° 55′ 3″ N, 11° 57′ 9″ O                  | 12. Mai 1986 (BLR-LAB 2367)  | Ländliches Wohnhaus/Bauernhof                                           | KG: Sand in Taufers Bauparzelle: 7                                                                |
| ja   | Datei hochladen | Josef-Jungmann-Straße 2 ID: 16932                                                      | 46° 55′ 4″ N, 11° 57′ 8″ O                  | 12. Mai 1986 (BLR-LAB 2367)  | Ländliches Wohnhaus/Bauernhof                                           | KG: Sand in Taufers Bauparzelle: 6/1                                                              |
| BW   | Datei hochladen | Kapelle beim Auer ID: 16928                                                            | 46° 56′ 40″ N, 12° 4′ 35″ O                 | 12. Mai 1986 (BLR-LAB 2367)  | Kapelle                                                                 | KG: Rein Bauparzelle: 43/2                                                                        |
| BW   | Datei hochladen | Kapelle beim Ebner ID: 16926                                                           | 46° 57′ 11″ N, 12° 4′ 11″ O                 | 12. Mai 1986 (BLR-LAB 2367)  | Kapelle                                                                 | KG: Rein Bauparzelle: 5/2                                                                         |
| BW   | Datei hochladen | Kapelle beim Eppacher ID: 16929                                                        | 46° 56′ 37″ N, 12° 5′ 13″ O                 | 12. Mai 1986 (BLR-LAB 2367)  | Kapelle                                                                 | KG: Rein Bauparzelle: 52                                                                          |
| ja   | Datei hochladen | Kapelle beim Oberpichler ID: 16931                                                     | 46° 57′ 11″ N, 12° 3′ 56″ O                 | 12. Mai 1986 (BLR-LAB 2367)  | Kapelle                                                                 | KG: Rein Grundparzelle: 82                                                                        |
| BW   | Datei hochladen | Kapelle beim Rainer in Oberpoyen ID: 16911                                             | 46° 56′ 27″ N, 11° 57′ 4″ O                 | 12. Mai 1986 (BLR-LAB 2367)  | Kapelle                                                                 | KG: Ahornach Bauparzelle: 177                                                                     |
| ja   | Datei hochladen | Kapelle beim Sager ID: 16930                                                           | 46° 55′ 50″ N, 12° 2′ 9″ O                  | 12. Mai 1986 (BLR-LAB 2367)  | Kapelle                                                                 | KG: Rein Bauparzelle: 149                                                                         |
| BW   | Datei hochladen | Kasten beim Mittermoar ID: 16905                                                       | 46° 55′ 33″ N, 11° 58′ 38″ O                | 12. Mai 1986 (BLR-LAB 2367)  | Kornkasten                                                              | KG: Ahornach Bauparzelle: 86                                                                      |
| BW   | Datei hochladen | Kofler ID: 50627                                                                       | 46° 56′ 47″ N, 12° 4′ 53″ O                 | 15. Dez. 2020 (BLR-LAB 1008) | Ländliches Wohnhaus/Bauernhof                                           | KG: Sand in Taufers Bauparzelle: 56                                                               |
| BW   | Datei hochladen | Kornkasten (Pfarrmuseum) ID: 18085                                                     | 46° 54′ 39″ N, 11° 56′ 56″ O                | 12. Mai 1986 (BLR-LAB 2357)  | Kornkasten                                                              | KG: Mühlen Bauparzelle: 136                                                                       |
| ja   | Datei hochladen | Mesnerhaus ID: 16923                                                                   | 46° 54′ 37″ N, 11° 56′ 56″ O                | 12. Mai 1986 (BLR-LAB 2367)  | Ländliches Wohnhaus/Bauernhof                                           | KG: Mühlen Bauparzelle: 131/1                                                                     |
| BW   | Datei hochladen | Mühle beim Pranter ID: 16941                                                           | 46° 55′ 39″ N, 11° 56′ 28″ O                | 12. Mai 1986 (BLR-LAB 2367)  | Mühle                                                                   | KG: Sand in Taufers Bauparzelle: 172                                                              |
| ja   | Datei hochladen | Neumelans ID: 16934                                                                    | 46° 55′ 1″ N, 11° 57′ 9″ O                  | 8. Mai 1950 (MD)             | Ansitz                                                                  | KG: Sand in Taufers Bauparzelle: 11/1, 11/2, 11/3                                                 |
| BW   | Datei hochladen | Oberkohlgruber ID: 16918                                                               | 46° 54′ 0″ N, 11° 56′ 26″ O                 | 12. Mai 1986 (BLR-LAB 2367)  | Ländliches Wohnhaus/Bauernhof                                           | KG: Mühlen Bauparzelle: 53/1                                                                      |
| BW   | Datei hochladen | Oberluckner ID: 16920                                                                  | 46° 54′ 3″ N, 11° 56′ 28″ O                 | 12. Mai 1986 (BLR-LAB 2367)  | Ländliches Wohnhaus/Bauernhof, zweigeschossiger Bau mit Bundwerkgiebel. | KG: Mühlen Bauparzelle: 77/2, (auf der Bp. 77/2 und Gp. 506 wurde 2013 die DM-Bindung aufgehoben) |
| BW   | Datei hochladen | Oberpichler mit Kornkasten ID: 16906                                                   | 46° 55′ 37″ N, 11° 58′ 59″ O                | 12. Mai 1986 (BLR-LAB 2367)  | Ländliches Wohnhaus/Bauernhof                                           | KG: Ahornach Bauparzelle: 102                                                                     |
| BW   | Datei hochladen | Oberstock mit Wirtschaftsgebäude und Unterstock ID: 16922                              | 46° 54′ 8″ N, 11° 56′ 31″ O                 | 11. Nov. 1950 (MD)           | Ansitz                                                                  | KG: Mühlen Bauparzelle: 95, 97, 98                                                                |
| BW   | Datei hochladen | Obertreuer ID: 16943                                                                   | 46° 55′ 56″ N, 11° 55′ 40″ O                | 12. Mai 1986 (BLR-LAB 2367)  | Ländliches Wohnhaus/Bauernhof                                           | KG: Sand in Taufers Bauparzelle: 191                                                              |
| BW   | Datei hochladen | Perl ID: 16935                                                                         | 46° 54′ 57″ N, 11° 57′ 4″ O                 | 9. Mai 1950 (MD)             | Ländliches Wohnhaus/Bauernhof                                           | KG: Sand in Taufers Bauparzelle: 18, 624, 645, 661                                                |
| BW   | Datei hochladen | Pestkapelle ID: 16939                                                                  | 46° 54′ 55″ N, 11° 58′ 10″ O                | 12. Mai 1986 (BLR-LAB 2367)  | Bildstock                                                               | KG: Sand in Taufers Bauparzelle: 156                                                              |
| ja   | Datei hochladen | Pfarrkirche Maria Himmelfahrt mit St. Michael, Friedhofskapelle und Friedhof ID: 16924 | 46° 54′ 38″ N, 11° 56′ 57″ O                | 12. Mai 1986 (BLR-LAB 2367)  | Kirche                                                                  | KG: Mühlen Bauparzelle: 132, 134, 225 Grundparzelle: 288                                          |
| ja   | Datei hochladen | Pfarrkirche St. Anna mit Friedhof ID: 16903                                            | 46° 55′ 33″ N, 11° 58′ 41″ O                | 12. Mai 1986 (BLR-LAB 2367)  | Kirche                                                                  | KG: Ahornach Bauparzelle: 73                                                                      |
| ja   | Datei hochladen | Pfarrkirche St. Wolfgang mit Kapelle und Friedhof in Rein ID: 16927                    | 46° 56′ 52″ N, 12° 3′ 42″ O                 | 12. Mai 1986 (BLR-LAB 2367)  | Kirche                                                                  | KG: Rein Bauparzelle: 135, 30 Grundparzelle: 158/2                                                |
| ja   | Datei hochladen | Pfarrwidum ID: 16904                                                                   | 46° 55′ 33″ N, 11° 58′ 39″ O                | 12. Mai 1986 (BLR-LAB 2367)  | Widum/Kanonikerhaus                                                     | KG: Ahornach Bauparzelle: 85                                                                      |
| BW   | Datei hochladen | Rainer (Becken) ID: 16921                                                              | 46° 54′ 6″ N, 11° 56′ 31″ O                 | 12. Mai 1986 (BLR-LAB 2367)  | Ländliches Wohnhaus/Bauernhof                                           | KG: Mühlen Bauparzelle: 91                                                                        |
| BW   | Datei hochladen | Schrottwinkel ID: 16936                                                                | 46° 55′ 6″ N, 11° 57′ 3″ O                  | 9. Mai 1950 (MD)             | Ländlicher Ansitz/Bauernhof                                             | KG: Sand in Taufers Bauparzelle: 21/1                                                             |
| ja   | Datei hochladen | St. Katharina und Florian ID: 16916                                                    | 46° 54′ 0″ N, 11° 56′ 28″ O                 | 12. Mai 1986 (BLR-LAB 2367)  | Kirche                                                                  | KG: Mühlen Bauparzelle: 28                                                                        |
| ja   | Datei hochladen | St. Mauritius mit Kirchplatz ID: 16938                                                 | 46° 55′ 12″ N, 11° 57′ 24″ O                | 12. Mai 1986 (BLR-LAB 2367)  | Kirche                                                                  | KG: Sand in Taufers Bauparzelle: 116 Grundparzelle: 238                                           |
| ja   | Datei hochladen | St. Nikolaus mit Friedhof ID: 16913                                                    | 46° 54′ 9″ N, 11° 57′ 28″ O                 | 12. Mai 1986 (BLR-LAB 2367)  | Kirche                                                                  | KG: Kematen Bauparzelle: 1                                                                        |
| ja   | Datei hochladen | St. Walburg ID: 16915                                                                  | 46° 53′ 28″ N, 11° 57′ 38″ O                | 11. Nov. 1950 (MD)           | Kirche                                                                  | KG: Kematen Bauparzelle: 71                                                                       |
| ja   | Datei hochladen | St.-Johannes-Nepomuk-Kapelle mit Umfriedung in Bad Winkel ID: 16940                    | 46° 54′ 33″ N, 11° 58′ 0″ O                 | 12. Mai 1986 (BLR-LAB 2367)  | Kapelle 1731 durch Candidus von Zeiller erbaut.                         | KG: Sand in Taufers Bauparzelle: 157 Grundparzelle: 344                                           |
| BW   | Datei hochladen | Steinehaus (Kröll) ID: 50610                                                           | 46° 53′ 57″ N, 11° 56′ 42″ O                | 20. März 2018 (BLR-LAB 254)  | Ehemalige Schmiede, erbaut in den 1920er Jahren                         | KG: Mühlen Bauparzelle: 117, 118                                                                  |
| ja   | Datei hochladen | Stockmair ID: 16914                                                                    | 46° 54′ 7″ N, 11° 57′ 28″ O                 | 12. Mai 1986 (BLR-LAB 2367)  | Ländliches Wohnhaus/Bauernhof                                           | KG: Kematen Bauparzelle: 17/1                                                                     |
| ja   | Datei hochladen | Taufers ID: 16909                                                                      | 46° 55′ 24″ N, 11° 56′ 55″ O                | 11. Nov. 1950 (MD)           | Burg/Schloss                                                            | KG: Ahornach Bauparzelle: 151                                                                     |
| ja   | Datei hochladen | Toblburg (am Kofel) ID: 16912                                                          | 46° 55′ 5″ N, 11° 59′ 23″ O                 | 24. Juli 1989 (BLR-LAB 4541) | Burgruine                                                               | KG: Ahornach Grundparzelle: 436/2                                                                 |
| BW   | Datei hochladen | Untergasteiger mit Mühle und Kornkasten ID: 16907                                      | 46° 55′ 48″ N, 11° 59′ 21″ O                | 12. Mai 1986 (BLR-LAB 2367)  | Ländliches Wohnhaus/Bauernhof                                           | KG: Ahornach Bauparzelle: 109                                                                     |
| BW   | Datei hochladen | Unterkohlgruber ID: 16917                                                              | 46° 54′ 0″ N, 11° 56′ 26″ O                 | 12. Mai 1986 (BLR-LAB 2367)  | Gasthaus                                                                | KG: Mühlen Bauparzelle: 443, 52                                                                   |
| BW   | Datei hochladen | Villa Frenes mit Garten und Bildstock ID: 50448                                        | 46° 55′ 8″ N, 11° 57′ 9″ O                  | 22. Mai 2006 (BLR-LAB 1767)  | Villa/Sommerfrischhaus                                                  | KG: Sand in Taufers Bauparzelle: 56 Grundparzelle: 96                                             |
| ja   | Datei hochladen | Zehenter ID: 16919                                                                     | 46° 54′ 2″ N, 11° 56′ 26″ O                 | 12. Mai 1986 (BLR-LAB 2367)  | Ländliches Wohnhaus/Bauernhof                                           | KG: Mühlen Bauparzelle: 75/1                                                                      |
| ja   | Datei hochladen | Zeilheim ID: 16937                                                                     | Rathausstraße 8 46° 55′ 11″ N, 11° 57′ 8″ O | 9. Mai 1950 (MD)             | Ansitz, im 17. Jahrhundert erbaut.                                      | KG: Sand in Taufers Bauparzelle: 48/1, 48/2                                                       |

Falls bei einem Baudenkmal keine Koordinaten bekannt sind, werden ersatzweise die Katasterdaten zum Zeitpunkt der Unterschutzstellung angegeben. Diese sind weder offiziell noch zwingend aktuell.
Die vom Landesdenkmalamt übernommenen Adressen können veraltet sein.
| Foto:   | Fotografie des Denkmals. Klicken des Fotos erzeugt eine vergrößerte Ansicht. Daneben finden sich zwei Symbole: |
| ID      | Identifikator beim Südtiroler Landesdenkmalamt                                                                 |
| KG      | Katastralgemeinde                                                                                              |
| MD      | Ministerialdekret                                                                                              |
| BLR-LAB | Beschluss der Landesregierung – Landesausschussbeschluss                                                       |